# Dicranomyia (Dicranomyia) baileyana
Dicranomyia (Dicranomyia) baileyana is een tweevleugelige uit de familie steltmuggen (Limoniidae). De soort komt voor in het Palearctisch gebied.